# 冻结鞘群海葵
冻结鞘群海葵（学名：Epizoanthus glacialis）为鞘群海葵科鞘群海葵属的动物。分布于澳大利亚以及中国东海等海域。